# Kanton Saint-Julien
Kanton Saint-Julien (francouzsky Canton de Saint-Julien) je francouzský kanton v departementu Jura v regionu Franche-Comté. Tvoří ho 16 obcí.

## Obce kantonu
- Andelot-Morval
- La Balme-d'Épy
- Bourcia
- Broissia
- Dessia
- Florentia
- Gigny
- Lains
- Louvenne
- Monnetay
- Montagna-le-Templier
- Montfleur
- Montrevel
- Saint-Julien
- Villechantria
- Villeneuve-lès-Charnod